# Michel Nack Balokog
Michel Nack Balokog (Douala, 10 settembre 1986) è un ex calciatore camerunese, di ruolo centrocampista.

## Carriera
Inizia la carriera giocando in patria con il Cotonsport Garoua, club di massima serie, con cui disputa 4 stagioni, nelle quali gioca tra l'altro anche 8 partite nella CAF Champions League.
In seguito, ha giocato nella massima serie slovena ed in quella azera.

## Statistiche

### Presenze e reti nei club
| Stagione        | Squadra         | Campionato      | Campionato | Campionato | Coppe nazionali | Coppe nazionali | Coppe nazionali | Coppe continentali | Coppe continentali | Coppe continentali | Altre coppe | Altre coppe | Altre coppe | Totale | Totale |
| Stagione        | Squadra         | Comp            | Pres       | Reti       | Comp            | Pres            | Reti            | Comp               | Pres               | Reti               | Comp        | Pres        | Reti        | Pres   | Reti   |
| --------------- | --------------- | --------------- | ---------- | ---------- | --------------- | --------------- | --------------- | ------------------ | ------------------ | ------------------ | ----------- | ----------- | ----------- | ------ | ------ |
| gen.-mag. 2012  | Domžale         | 1.SNL           | 7          | 0          |                 | -               | -               |                    | -                  | -                  |             | -           | -           | 7      | 0      |
| 2012-2013       | Domžale         | 1.SNL           | 14         | 0          | CS              | 1               | 0               |                    | -                  | -                  |             | -           | -           | 15     | 0      |
| Totale Domžale  | Totale Domžale  | Totale Domžale  | 21         | 0          |                 | 1               | 0               |                    | -                  | -                  |             | -           | -           | 22     | 0      |
| 2013-2014       | Rəvan Baku      | PL              | 30         | 1          | CA              | 5               | 0               |                    | -                  | -                  |             | -           | -           | 35     | 0      |
| Totale carriera | Totale carriera | Totale carriera | 51         | 1          |                 | 6               | 0               |                    | -                  | -                  |             | -           | -           | 57     | 1      |

## Palmarès

### Club

#### Competizioni nazionali
- Campionato camerunese: 3

Cotonsport Garoua: 2008, 2009-2010, 2010-2011